# Ricardo Storm
Ricardo Storm (Salto, 14 de marzo de 1930-26 de marzo de 2000) fue un músico y compositor de música clásica uruguayo que compuso la ópera El regreso, considerada de una singular importancia para la historia de la ópera uruguaya.

## Biografía
Estudió piano con Guillermo Kolischer en su conservatorio y composición con Enrique Casal Chapí. El  17 de abril de 1958 se dio a conocer en el  SODRE su ópera  El  regreso,  basada en "Las  Coéforas"  de Esquilo. La adaptó a la realidad y tiempos en el campo uruguayo.
En 1989 el Parlamento de Uruguay le concedió una pensión graciable por sus dedicados aportes a la cultura uruguaya.

## Obras
- Introducción y Allegro (1950)
- Música para vientos (1958)
- El Regreso (1958)
- Cuatro canciones (1964)

## Premios y reconocimientos
- Premio Candelabro de Oro (1989)